# Nerka
Nerka (łac. ren, gr. nephros) – narząd układu moczowo-płciowego pełniący rolę wydalniczą (produkcja moczu), regulacyjną (utrzymanie homeostazy) i endokrynną (produkcja i degradacja hormonów).
Nerki są narządem parzystym, którego kształt przypomina zwykle ziarno fasoli, są koloru czerwonobrązowego (wskutek dużej zawartości krwi). Kształt może być zmienny gatunkowo; u koni prawa nerka ma sercowaty kształt, u bydła obydwie nerki cechują się kształtem nieregularnego owalu.
Słowo nerka jest w języku polskim wyrazem obcym, zapożyczonym z języka staro-wysoko-niemieckiego (Niere ‘nerka’), przyswojonym za pomocą przyrosta -ka (od około 1500 nyrka, od około 1550 nerka).

## Lokalizacja
Nerka jest parzystym narządem leżącym w jamie brzusznej w przestrzeni zaotrzewnowej. U człowieka nerki znajdują się po obu stronach kręgosłupa, za żołądkiem i pod wątrobą. Nerki leżą na wysokości dwóch ostatnich kręgów piersiowych i trzech pierwszych kręgów lędźwiowych, lewa na poziomie Th11–L2, prawa – Th12–L3. Wyższe ułożenie lewej nerki tłumaczone jest tym, że rośnie silniej i z tego powodu znajduje się wyżej. Różnica poziomu obu nerek wynosi ok. pół do jednego trzonu kręgu (ok. 1,5–3 cm). U przeżuwaczy obydwie nerki leżą po prawej stronie ze względu na żwacz, położony po lewej stronie ciała; w przypadku tych zwierząt nerka lewa, położona tylnie względem prawej, nosi nazwę nerki wędrującej. U psów i koni prawa nerka wysuwa się bardziej do przodu, dodatkowo u psów nerka lewa jest w stanie przesuwać się bardziej, niż prawa. Świnie i koty mają nerki położone na równej wysokości. Przeciętna masa pojedynczej nerki człowieka wynosi od 120–200 g. Wymiar podłużny 10–12 cm, poprzeczny 5–6 cm, grubość 3–4 cm. U koni masa nerki wynosi 450–750 g, u bydła 520–720 g, zaś u świń 200–280 g. Do wnęki nerki wchodzi tętnica nerkowa (najczęściej pojedyncza) i nerwy a wychodzą żyła nerkowa, moczowód oraz dodatkowo naczynia limfatyczne – struktury te tworzą korzeń nerki (radix renis).
Ruchomość oddechowa nerek u człowieka wynosi pół do jednego kręgu (około 2–2,5 cm) – unosi się podczas wydechu a opuszcza podczas wdechu. Do podobnych przesunięć dochodzi również w czasie zmiany pozycji ciała – wyższe położenie zajmują w pozycji leżącej, niższe w stojącej.

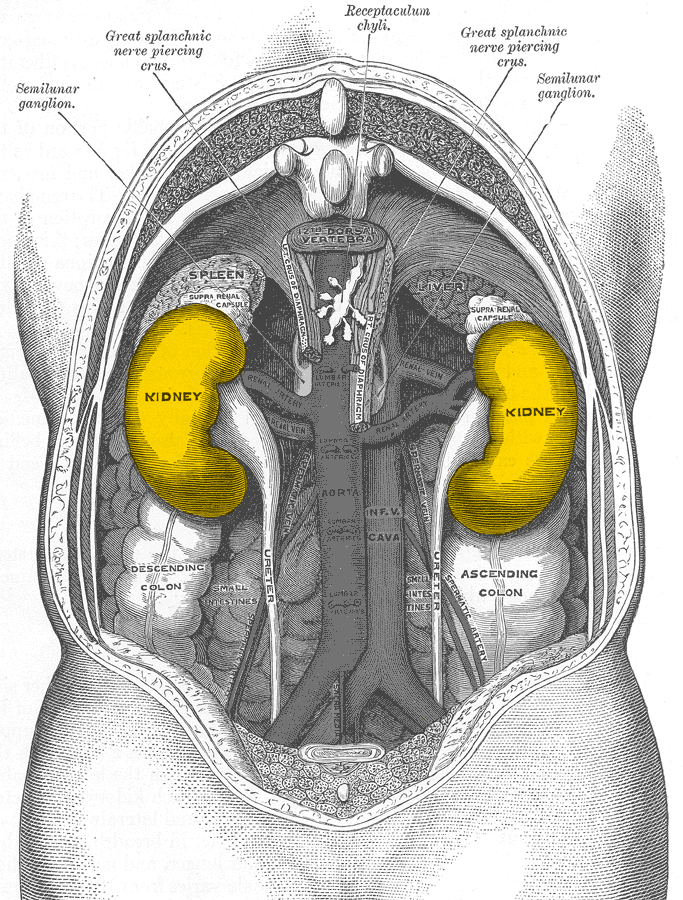
Topografia narządów (trzewi) i dużych naczyń w jamie brzusznej. Widok od tyłu – usunięty kręgosłup (widoczny podniesiony kręg piersiowy) ze ściana tylną, nerki zakolorowane na żółto.
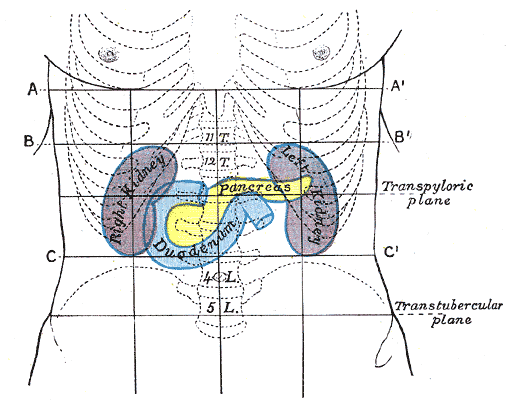
Widok z przodu
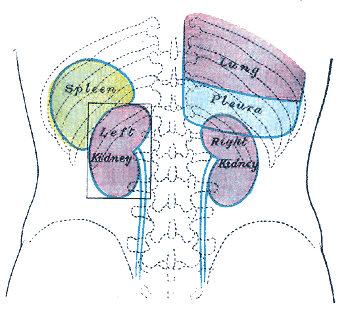
Widok z tyłu

Wśród patologicznych zmian położenia możemy wymienić:
- opadnięcie nerki (ptosis renis)
- nerka wędrująca (ren mobilis)
- zboczenie położenia nerki (ectopia renis).

## Budowa

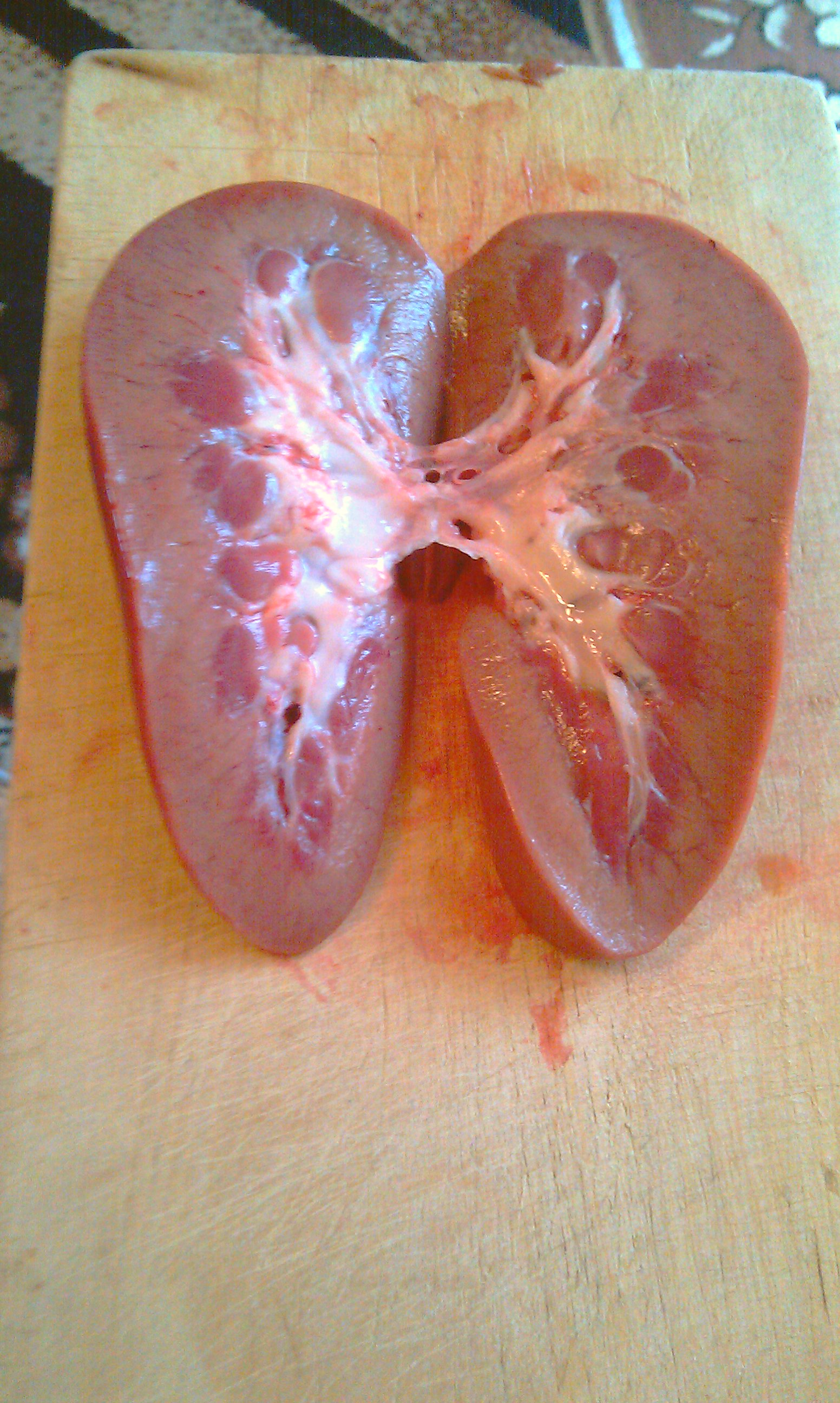
Przekrój podłużny przez świńską nerkę.

Schemat podziału na segmenty tętnicze nerki (prawa)

Do górnej powierzchni nerek przylegają nadnercza (gruczoły wydzielania wewnętrznego). Nerkę otacza torebka włóknista, torebka tłuszczowa oraz powięź nerkowa.
W nerce wyróżnić można powierzchnie: dogrzbietową, dobrzuszną, brzegi: boczny i przyśrodkowy oraz końce: doczaszkowy i doogonowy. Na brzegu przyśrodkowym położona jest zatoka nerkowa, przez którą do środka narządu wnika tętnica nerkowa, a opuszcza go moczowód wraz z żyłą nerkową i naczyniami chłonnymi. W zatoce nerkowej leży miedniczka nerkowa, której funkcją jest zbieranie moczu spływającego przewodami brodawkowymi i przekazywanie go do moczowodu. Pierwotna nerka jest zbudowana z wielu płatów połączonych tkanką łączną i przewodami wyprowadzającymi. Stopień zespolenia płatów nerkowych różni się w zależności od gatunku zwierzęcia. U ssaków wyróżnić można 4 typy nerek:
- nerka wielopłatowa – występuje u waleni i niedźwiedziowatych. Płaty (nereczki) są wyraźnie od siebie oddzielone, odchodzą od nich pojedyncze łączące się następnie w przewody o większej średnicy uchodzące do wspólnego moczowodu[9].
- nerka wielobrodawkowa pobrużdżona – obecna u bydła. Wyróżnia je pobrużdżona powierzchnia powstała w wyniku niecałkowitego zrośnięcia się płatów nerkowych, zarówno na obszarze kory, jak i rdzenia[4]. Płaty zachowują samodzielność czynnościową. Podział na płaty jest mniej widoczny, niż w przypadku nerki wielopłatowej[9].
- nerka wielobrodawkowa gładka – występuje między innymi u świni i naczelnych[9][4]. Ma gładką powierzchnię, poszczególne brodawki nerkowe są objęte kielichami nerkowymi pochodzącymi od miedniczki nerkowej[4].
- nerka jednobrodawkowa gładka – występuje między innymi u owiec, kóz, psów, kotów i koni[9][4]. Proces scalania się płatów nerkowych jest najdalej posunięty. Nie występują oddzielne brodawki nerkowe, złączone są w jeden wspólny twór[9] (grzebień nerkowy[4]).

### Segmenty tętnicze nerki
Segment tętniczy nerki – część nerki unaczyniony przez jedną gałąź tętniczą. Podział szczególnie ważny w chirurgii. Wyróżnianych jest pięć podstawowych segmentów tętniczych nerek:
- szczytowy, zaopatrywany przez tętnicę szczytową segmentalną
- górny, zaopatrywany przez tętnicę przednią górną segmentalną
- środkowy, zaopatrywany przez tętnicę przednią środkową segmentalną
- dolny, zaopatrywany przez tętnicę dolną segmentalną
- tylny, zaopatrywany przez tętnicę tylną segmentalną

### Budowa mikroskopowa
Podstawową jednostką strukturalną nerki jest nefron. Nefron z kolei składa się z dwóch podjednostek strukturalnych, tj. cewek oraz kłębuszka nerkowego. Kłębuszek nerkowy (glomerulus renalis) składa się natomiast z kłębka naczyniowego i torebki nefronu (Bowmana). Liczba nefronów w ludzkiej nerce wykazuje zmienność osobniczą, średnio wynosi około 1,5 mln i jest ustalona od momentu urodzenia. Wyróżnia się dwa rodzaje nefronów, o długiej i krótkiej pętli, tak zwane nefrony korowe i przyrdzeniowe. Z nefronów o krótkiej pętli zbudowana jest kora nerki, zaś nefrony o pętli długiej przenikają do ciemniejszego rdzenia nerki, który tworzy piramidy nerkowe. W wierzchołku każdej piramidy znajdują się brodawki nerkowe z polami sitowymi, gdzie znajdują się ujścia przewodów wyprowadzających mocz przez kielichy nerkowe do lejkowatej miedniczki nerkowej, z której mocz odprowadza moczowód. U koni w błonie śluzowej nerki występują gruczoły miedniczki nerkowej produkujące śluz, ze względu na zawartą w nim mucynę mocz tych zwierząt pieni się. Układ kielichowo-miedniczkowy oraz moczowód współtworzą górne drogi moczowe, zaś pęcherz i cewka moczowa – dolne drogi moczowe.

## Działanie
Działanie nerki można sprowadzić do działania jej podstawowego elementu funkcjonalnego, czyli nefronu. Pierwsza część nefronu – kłębuszek nerkowy – składa się z sieci dziwnej, tętniczo-tętniczej, naczyń włosowatych, otoczonej torebką Bowmana. Pod wpływem ciśnienia hydrostatycznego w naczyniu krwionośnym, pokonującego sumę ciśnień przeciwdziałających filtracji (tj. ciśnienia onkotycznego działającego z wewnątrz naczynia i ciśnienia hydrostatycznego przesączu znajdującego się w torebce Bowmana) do przestrzeni moczowej Bowmana, filtruje się płyn zwany moczem pierwotnym, składem zbliżony do osocza krwi. Przez barierę, jaką stanowi śródbłonek naczyniowy i nabłonek nerkowy, do wnętrza torebki Bowmana (do przestrzeni moczowej Bowmana) przedostają się następujące substancje obecne we krwi: woda, cząsteczki o masie cząsteczkowej mniejszej od masy albuminy a więc: kationy i aniony niezwiązane z białkami (np. Na+, K+), glukoza, mocznik, kwas moczowy, bilirubina, witamina C, aminokwasy, małocząsteczkowe toksyny. W skład ultrafiltratu nie wchodzą: białka, elementy morfotyczne krwi, jony i witaminy tworzące trwałe kompleksy z białkami (np. Ca2+, Wit. B1). Następnie filtrat z torebki Bowmana jest transportowany do kanalika bliższego (kanalik kręty I rzędu) gdzie zachodzi resorpcja (wchłanianie) obligatoryjna. Z powrotem do krwi trafia 100% substancji potrzebnych organizmowi takich jak glukoza i aminokwasy. Na tym etapie wchłania się ok. 60% jonów sodu. Następnie w pętli nefronu zachodzi zagęszczanie i kolejno rozcieńczanie moczu prowadzące do odzyskania kolejnych 25% jonów sodu. W ostatniej części nefronu – kanaliku dalszym (kanaliku krętym II rzędu) zachodzi wchłanianie fakultatywne, zależne od potrzeb organizmu (np. wchłanianie wody pod wpływem wazopresyny) oraz sekrecja (wydzielanie) kanalikowa. Do światła kanalika wydzielane są jony wodorowe, potasu, moczany, metabolity leków itp. W ten sposób nerka produkuje mocz ostateczny, w którego skład wchodzą: woda, jony sodu (1% jonów obecnych we krwi), jony potasu, jony wodorowe, mocznik, kwas moczowy, bilirubina, zbędne produkty przemiany materii, toksyny, metabolity leków, oraz substancje obecne we krwi w stężeniu przewyższającym ich próg nerkowy. Mocz zdrowego człowieka nie powinien zawierać białek ani elementów morfotycznych krwi.

## Znaczenie i główne funkcje
Bez sprawnie działających nerek nie jest możliwe zachowanie pełni zdrowia. Krańcowe upośledzenie funkcji nerek stanowi zagrożenie życia, a jej całkowity brak, jeżeli nie zostaje wdrożone leczenie nerkozastępcze, niechybnie prowadzi do zgonu.
Jako narząd nerki spełniają nie tylko funkcję wydalniczą, ale również pełnią istotną rolę w zachowaniu homeostazy środowiska wewnętrznego organizmu. Najważniejsze fizjologiczne zadania nerek to:
- usuwanie z moczem szkodliwych produktów przemiany materii,
- zatrzymywanie składników niezbędnych dla organizmu, które ulegają przefiltrowaniu do moczu pierwotnego (resorpcja),
- regulacja objętości płynów ustrojowych i osmolarności,
- wpływ na ciśnienie tętnicze krwi (układ renina-angiotensyna-aldosteron),
- wpływ na prawidłową erytropoezę (produkcja erytropoetyny),
- wpływ na równowagę kwasowo-zasadową (pH) krwi, dzięki możliwości zakwaszania moczu,
- wpływ na układ kostny przez produkcję aktywnych postaci witaminy D3.

Zależność między ilością czynnego miąższu nerek a nasileniem zaburzeń homeostazy. Tzw. "Krzywa A. Manitusa"

### Wydolność i niewydolność nerek
Stopień wydolności nerek określany jest na podstawie wskaźnika filtracji kłębuszkowej (GFR), którego spadek jest bezpośrednio powiązany z utratą liczby czynnych nefronów. Ponieważ nerki dysponują znaczną rezerwą funkcjonalną, stopniowe uszkodzenie nerek do pewnego czasu nie powoduje objawów chorobowych. Można żyć tylko z jedną nerką, co związane jest ze znaczną rezerwą funkcjonalną i uruchomieniem licznych mechanizmów adaptacyjnych. Szacuje się, że aby wystąpiły poważne zaburzenia wynikające z upośledzonej czynności nerek, zniszczeniu musi ulec aż 75% prawidłowego ich miąższu. Oznacza to, że jedna prawidłowo pracująca nerka jest zupełnie wystarczająca dla zachowania zdrowia.
Jednak po nieodwracalnym uszkodzeniu znacznej ilości nefronów i wyczerpaniu rezerw adaptacyjnych nerek, dochodzi do wystąpienia objawów niewydolności tego narządu.
Z uwagi na czas trwania upośledzenia funkcji wydalniczej nerek możemy podzielić ją na ostrą i przewlekłą.
- Ostre uszkodzenie nerek (ang. Acute Kindey Injury, AKI), dawniej zwane „ostra niewydolność nerek” (ONN) jest potencjalnie odwracalnym stanem nagłego pogorszenia czynności wydalniczej nerek. Wyróżnia się AKI przednerkową, nerkową oraz zanerkową.
- Przewlekła choroba nerek (PChN, ang. Chronic Kidney Disease, CKD) w tym przewlekła niewydolność nerek (PNN) jest stanem nieodwracalnego uszkodzenia kłębuszków nerkowych, która wymaga leczenia nerkozastępczego dla utrzymania chorego przy życiu. Najczęstszą przyczyną PNN są choroby kłębuszków nerkowych (pierwotne i wtórne), cukrzycowa choroba nerek, choroby naczyń (zwężenie, nephrosclerosis), choroby cewkowo-śródmiąższowe, choroby z towarzyszącymi torbielami nerek i inne. Wyróżnia się pięć stadiów PChN w zależności od funkcji wydalniczej (GFR).

Jako leczenie nerkozastępcze stosowana jest hemodializa, dializa otrzewnowa oraz transplantacja nerki.

### Choroby nerek
Osobną grupą chorób nerek są kłębuszkowe zapalenia nerek (glomerulopatie), które mogą przebiegać w trzech podstawowych postaciach klinicznych:
- ostre bądź przewlekłe rozlane kłębuszkowe zapalenie nerek;
- ostre lub przewlekłe rozlane nerczycowe zapalenie nerek z pierwotnym uszkodzeniem błony podstawnej;
- ogniskowe zapalenie nerek.

Choroba początkowo dotyczy kłębuszków, powstają także zmiany w kanalikach, tkance miąższowej oraz w naczyniach krwionośnych. W rezultacie prowadzi to do zwężenia naczyń włosowatych kłębuszków. powoduje to zmniejszenie przepływu krwi przez te naczynia i prowadzi do niedokrwienia nerek.
Objawy kliniczne to krwinkomocz, białkomocz, obrzęki, nadciśnienie tętnicze, upośledzenie pracy nerek. Postać ostra choroby występuje najczęściej u dzieci, po kilku tygodniach kończy się wyleczeniem (w 80% przypadków). Niektóre inne schorzenia układu moczowego to:
- stwardnienie tętniczek nerkowych;
- zapalenie miedniczek nerkowych;
- odmiedniczkowe zapalenie nerek – przyczyną choroby jest bakteryjne zakażenie dróg moczowych; schorzenie to dotyczy głównie kobiet, a związane jest z odmiennością budowy cewki moczowej oraz okresami ciąż;
- kamica moczowa – polega na powstawaniu kamieni w drogach moczowych. Choroba ta z kolei występuje dwa razy częściej u mężczyzn niż u kobiet;
- zapalenie pęcherza moczowego – jest to częsty stan zapalny dróg moczowych. Głównymi objawami jest bolesne parcie na mocz, czemu towarzyszy częste oddawanie niewielkich ilości moczu.

## Światowy Dzień Nerek
Co roku obchodzony jest Światowy Dzień Nerek, który przypada w każdy drugi czwartek marca.